# Reprezentacja Holandii w piłce siatkowej kobiet

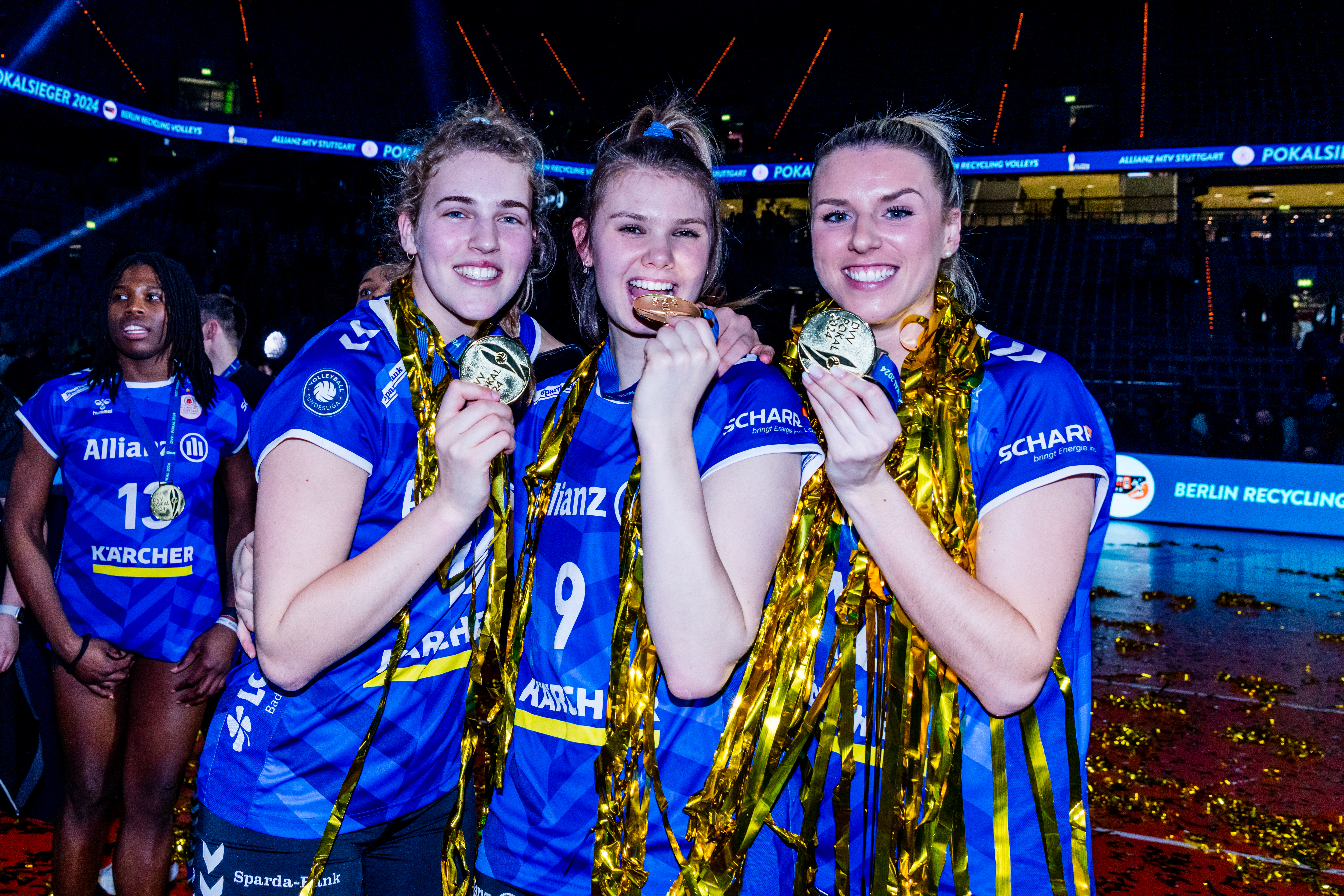
Reprezentantki Holandii od lewej: Jolien Knollema, Eline Timmerman i Britt Bongaerts zdobywczyniami Pucharu Niemiec 2024/2025 z klubem Allianz MTV Stuttgart

Reprezentacja Holandii w piłce siatkowej kobiet to narodowa reprezentacja tego kraju, reprezentująca go na arenie międzynarodowej.

## Trenerzy
| Lata      | Imię i nazwisko   |
| --------- | ----------------- |
| 2004–2011 | Avital Selinger   |
| 2012–2014 | Gido Vermeulen    |
| 2015–2016 | Giovanni Guidetti |
| 2017–2019 | Jamie Morrison    |
| 2019–2020 | Giovanni Caprara  |
| 2021–2022 | Avital Selinger   |
| 2023–     | Felix Koslowski   |

## Szeroki skład reprezentacji Holandii naLigę Narodów 2025[8]
Zawodniczki:
- 2. Marije Ten Brinke
- 3. Hester Jasper
- 4. Celeste Plak
- 5. Jolien Knollema
- 8. Suus Gerritsen
- 9. Pippa Molenaar
- 10. Sarah Van Aalen
- 11. Hyke Lyklema
- 12. Britt Bongaerts
- 13. Nicole Van De Vosse
- 16. Indy Baijens
- 17. Iris Vos
- 18. Marrit Jasper
- 19. Nika Daalderop
- 20. Helena Kok
- 21. Britte Stuut
- 22. Sanne Konijnenberg
- 23. Eline Timmerman
- 24. Susan Schut
- 25. Florien Reesink
- 26. Elles Dambrink
- 27. Yfke Jelsma
- 28. Jette Kuipers
- 29. Roos Wessels
- 30. Laura Jansen
- 32. Marit Zander
- 33. Danique Hamming
- 34. Laurine Geerdes
- 35. Lette Wiegerinck
- 36. Pip Kok

## Osiągnięcia
Mistrzostwa Europy:
- 1. miejsce – 1995
- 2. miejsce – 1991, 2009, 2015, 2017
- 3. miejsce – 1985, 2023[9]

World Grand Prix:
- 1. miejsce – 2007
- 3. miejsce – 2016

Volley Masters Montreux:
- 3. miejsce – 2007, 2015

## Udział i miejsca w imprezach

### Igrzyska Olimpijskie
| Rok  | Kraj           | Miejsce      |  |
| ---- | -------------- | ------------ |  |
| 1964 | Tokio          | brak udziału |  |
| 1968 | Meksyk         | brak udziału |  |
| 1972 | Monachium      | brak udziału |  |
| 1976 | Montreal       | brak udziału |  |
| 1980 | Moskwa         | brak udziału |  |
| 1984 | Los Angeles    | brak udziału |  |
| 1988 | Seul           | brak udziału |  |
| 1992 | Barcelona      | 6. miejsce   |  |
| 1996 | Atlanta        | 5. miejsce   |  |
| 2000 | Sydney         | brak udziału |  |
| 2004 | Ateny          | brak udziału |  |
| 2008 | Pekin          | brak udziału |  |
| 2012 | Londyn         | brak udziału |  |
| 2016 | Rio de Janeiro | 4. miejsce   |  |
| 2020 | Tokio          | brak udziału |  |
| 2024 | Paryż          | 9. miejsce   |  |

### Mistrzostwa Świata
| Rok  | Kraj             | Miejsce      |
| ---- | ---------------- | ------------ |
| 1952 | ZSRR             | brak udziału |
| 1956 | Francja          | 10. miejsce  |
| 1960 | Brazylia         | brak udziału |
| 1962 | ZSRR             | 12. miejsce  |
| 1967 | Japonia          | brak udziału |
| 1970 | Bułgaria         | 15. miejsce  |
| 1974 | Meksyk           | 16. miejsce  |
| 1978 | ZSRR             | 17. miejsce  |
| 1982 | Peru             | 16. miejsce  |
| 1986 | Czechosłowacja   | brak udziału |
| 1990 | Chiny            | 9. miejsce   |
| 1994 | Brazylia         | 12. miejsce  |
| 1998 | Japonia          | 7. miejsce   |
| 2002 | Niemcy           | 9. miejsce   |
| 2006 | Japonia          | 8. miejsce   |
| 2010 | Japonia          | 11. miejsce  |
| 2014 | Włochy           | 13. miejsce  |
| 2018 | Japonia          | 4. miejsce   |
| 2022 | Holandia/ Polska | 12. miejsce  |

### Mistrzostwa Europy

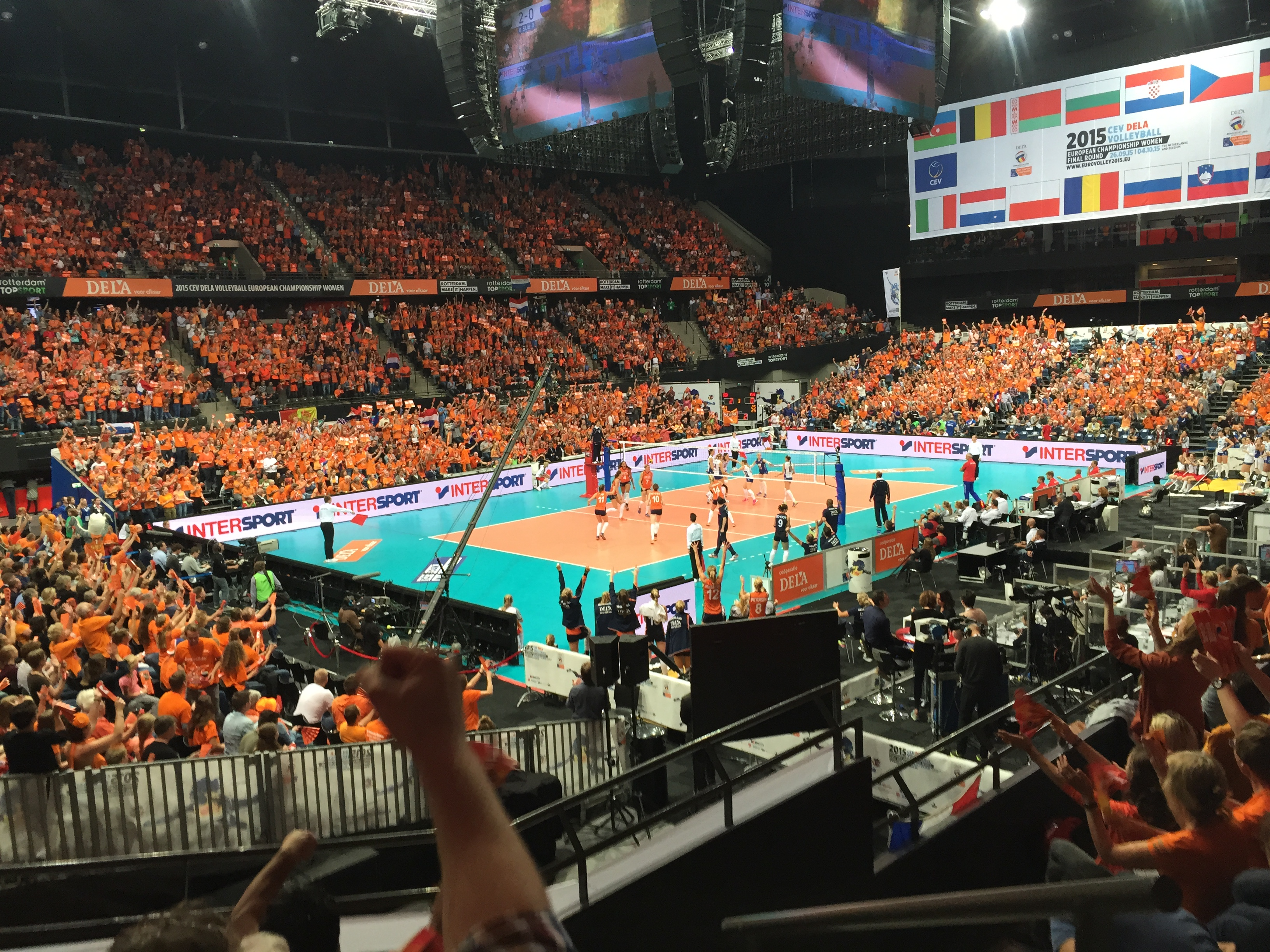
Mecz finałowy Mistrzostw Europy 2015 pomiędzy reprezentacją Holandii i Rosji w Topsportcentrum Rotterdam

| Rok  | Kraj                                 | Miejsce      |
| ---- | ------------------------------------ | ------------ |
| 1949 | Czechosłowacja                       | 7. miejsce   |
| 1950 | Bułgaria                             | brak udziału |
| 1951 | Francja                              | 5. miejsce   |
| 1955 | Rumunia                              | brak udziału |
| 1958 | Czechosłowacja                       | 10. miejsce  |
| 1963 | Rumunia                              | 9. miejsce   |
| 1967 | Turcja                               | 7. miejsce   |
| 1971 | Włochy                               | 9. miejsce   |
| 1975 | Jugosławia                           | 11. miejsce  |
| 1977 | Finlandia                            | 10. miejsce  |
| 1979 | Francja                              | 6. miejsce   |
| 1981 | Bułgaria                             | 9. miejsce   |
| 1983 | NRD                                  | 11. miejsce  |
| 1985 | Holandia                             | 3. miejsce   |
| 1987 | Belgia                               | 5. miejsce   |
| 1989 | Niemcy                               | brak udziału |
| 1991 | Włochy                               | 2. miejsce   |
| 1993 | Czechy                               | 7. miejsce   |
| 1995 | Holandia                             | 1. miejsce   |
| 1997 | Czechy                               | 9. miejsce   |
| 1999 | Włochy                               | 5. miejsce   |
| 2001 | Bułgaria                             | 5. miejsce   |
| 2003 | Turcja                               | 4. miejsce   |
| 2005 | Chorwacja                            | 5. miejsce   |
| 2007 | Belgia/ Luksemburg                   | 5. miejsce   |
| 2009 | Polska                               | 2. miejsce   |
| 2011 | Serbia/ Włochy                       | 7. miejsce   |
| 2013 | Niemcy/ Szwajcaria                   | 9. miejsce   |
| 2015 | Holandia/ Belgia                     | 2. miejsce   |
| 2017 | Gruzja/ Azerbejdżan                  | 2. miejsce   |
| 2019 | Polska/ Słowacja/ Turcja/ Węgry      | 5. miejsce   |
| 2021 | Serbia/ Bułgaria/ Chorwacja/ Rumunia | 4. miejsce   |
| 2023 | Włochy/ Niemcy/ Belgia/ Estonia      | 3. miejsce   |

### Grand Prix
| Rok  | Miasto          | Miejsce      |
| ---- | --------------- | ------------ |
| 1993 | Hongkong        | brak udziału |
| 1994 | Szanghaj        | 9. miejsce   |
| 1995 | Szanghaj        | brak udziału |
| 1996 | Szanghaj        | 7. miejsce   |
| 1997 | Kobe            | 7. miejsce   |
| 1998 | Hongkong        | brak udziału |
| 1999 | Yuxi            | 8. miejsce   |
| 2000 | Manila          | brak udziału |
| 2001 | Makau           | brak udziału |
| 2002 | Hongkong        | brak udziału |
| 2003 | Andria          | 4. miejsce   |
| 2004 | Reggio Calabria | brak udziału |
| 2005 | Sendai          | 6. miejsce   |
| 2006 | Reggio Calabria | brak udziału |
| 2007 | Ningbo          | 1. miejsce   |
| 2008 | Yokohama        | brak udziału |
| 2009 | Tokio           | 4. miejsce   |
| 2010 | Ningbo          | 7. miejsce   |
| 2011 | Makau           | brak udziału |
| 2012 | Ningbo          | brak udziału |
| 2013 | Sapporo         | 12. miejsce  |
| 2014 | Tokio           | 14. miejsce  |
| 2015 | Omaha           | 13. miejsce  |
| 2016 | Bangkok         | 3. miejsce   |
| 2017 | Nankin          | 5. miejsce   |

### Liga Narodów
| Rok  | Miasto    | Miejsce      |
| ---- | --------- | ------------ |
| 2018 | Nankin    | 5-6. miejsce |
| 2019 | Nankin    | 11. miejsce  |
| 2021 | Rimini    | 7. miejsce   |
| 2022 | Ankara    | 11. miejsce  |
| 2023 | Arlington | 12. miejsce  |
| 2024 | Bangkok   | 9. miejsce   |

### Puchar Świata
| Rok  | Kraj    | Miejsce      |
| ---- | ------- | ------------ |
| 1973 | Urugwaj | brak udziału |
| 1977 | Japonia | brak udziału |
| 1981 | Japonia | brak udziału |
| 1985 | Japonia | brak udziału |
| 1989 | Japonia | brak udziału |
| 1991 | Japonia | brak udziału |
| 1995 | Japonia | 8. miejsce   |
| 1999 | Japonia | brak udziału |
| 2003 | Japonia | brak udziału |
| 2007 | Japonia | brak udziału |
| 2011 | Japonia | brak udziału |
| 2015 | Japonia | brak udziału |
| 2019 | Japonia | 8. miejsce   |

### Volley Masters Montreux
| Rok  | Miasto   | Miejsce      |
| ---- | -------- | ------------ |
| 1988 | Montreux | ?            |
| 1989 | Montreux | ?            |
| 1990 | Montreux | ?            |
| 1991 | Montreux | 6. miejsce   |
| 1992 | Montreux | 7. miejsce   |
| 1993 | Montreux | 5. miejsce   |
| 1994 | Montreux | brak udziału |
| 1995 | Montreux | brak udziału |
| 1996 | Montreux | brak udziału |
| 1998 | Montreux | brak udziału |
| 1999 | Montreux | brak udziału |
| 2000 | Montreux | 5. miejsce   |
| 2001 | Montreux | 7. miejsce   |
| 2002 | Montreux | 4. miejsce   |
| 2003 | Montreux | brak udziału |
| 2004 | Montreux | brak udziału |
| 2005 | Montreux | brak udziału |
| 2006 | Montreux | brak udziału |
| 2007 | Montreux | 3. miejsce   |
| 2008 | Montreux | 4. miejsce   |
| 2009 | Montreux | 4. miejsce   |
| 2010 | Montreux | 6. miejsce   |
| 2011 | Montreux | 5. miejsce   |
| 2013 | Montreux | brak udziału |
| 2014 | Montreux | brak udziału |
| 2015 | Montreux | 3. miejsce   |
| 2016 | Montreux | 4. miejsce   |
| 2017 | Montreux | 5. miejsce   |
| 2018 | Montreux | brak udziału |
| 2019 | Montreux | brak udziału |

## Zastrzeżone numery
- 15 – Ingrid Visser (1994-2011)[10]